# Зональное авиапредприятие
Зональное авиапредприятие — ныне недействующая российская авиакомпания.

## Флот
По состоянию на сентябрь 2014 года, во флоте авиакомпании числились следующие воздушные суда:
| Самолёт | Количество | Мест | Примечания                                         |
| ------- | ---------- | ---- | -------------------------------------------------- |
| Ан-2    | 5          | 12   | (RA-17819, RA-40759, RA-32553, RA-82837, RA-96255) |
| Ми-2    | 2          | 7    | (RA-14088 и RA-20305)                              |

## Уголовная ответственность
26 марта 2012 г. глава Зонального авиапредприятия был привлечен к уголовной ответственности за регулярные перевозки пассажиров вертолетом Ми-2 в 2011 г. без пассажирских прав. В этом году компания выполнила 75 пассажирских рейсов, перевезя 1007 пассажиров по маршруту:
- Оха — Рыбновск — Оха

Авиакомпания также была оштрафована на 40 000 рублей.